# Ángulo de vértice

Un triángulo con los ángulos de vértice interiores a, b, y c; junto con el ángulo exterior d

En geometría, el ángulo de vértice (o también ángulo verticial) es un valor númérico que mide la porción de una n-esfera (situada con su centro en el propio vértice) abarcado por las aristas incidentes en un vértice de un politopo n-dimensional. En dos dimensiones hace referencia al ángulo formado por dos rectas que se cruzan, como en una "esquina" (vértice) de un polígono. En dimensiones más altas puede haber más de dos líneas (aristas) reunidas en un vértice, lo que hace que la descripción de la forma del ángulo sea más compleja.
En tres dimensiones, y especialmente en el caso de los poliedros, un ángulo de vértice se denomina ángulo poliédrico o ángulo n-édrico. Se describe por una secuencia de n ángulos de cara, que son los ángulos formados por dos aristas del poliedro que se encuentran en el vértice, o por una secuencia de n ángulos diedros, que son los ángulos formados entre cada par de caras consecutivas que comparten el vértice. El ángulo se puede cuantificar utilizando un solo número, el ángulo sólido abarcado desde el interior del vértice (el exceso esférico), que está relacionado con la suma de los ángulos diédricos, o por el defecto angular (o exceso) del vértice, que está relacionado con la suma de los ángulos de la cara, u otras métricas como el seno polar. El tipo más simple de ángulo poliédrico es un ángulo triédrico o triedro (limitado por tres planos), como se encuentra en los vértices de un paralelepípedo o en el caso de un tetraedro.
Para los politopos de mayor dimensión, un ángulo de vértice se puede cuantificar usando un ángulo sólido de mayor dimensión, es decir, por la porción de la n-esfera alrededor del vértice que es interior al politopo. Los ángulos de cara y diedros también se generalizan a dimensiones más altas.
El término ángulo de vértice a veces se usa como sinónimo de ángulo de cara, es decir, el ángulo entre dos aristas que se encuentran en un vértice. También puede referirse al ángulo sólido interior (de mayor dimensión) en un vértice.

## Propiedades
Un ángulo de vértice en un polígono a menudo se mide en el lado interior del vértice. Para cualquier n-gono simple, la suma de los ángulos interiores es π(n − 2) radianes o 180(n − 2) grados.
Los ángulos de cara y los ángulos diedros de un ángulo poliédrico se pueden relacionar entre sí interpretando el ángulo poliédrico como un "polígono esférico", cuyas longitudes laterales son los ángulos de las caras y cuyos ángulos de vértice son los ángulos diedros; el área de la superficie del polígono es el ángulo sólido del vértice (véase trigonometría esférica, en particular el ley esférica de los cosenos).
El análogo dimensional superior de un ángulo recto es el ángulo del vértice formado por bordes mutuamente perpendiculares, como en el vértice de un hipercubo. En tres dimensiones, dicho ángulo se puede encontrar en el tetraedro trirrectangular o en un reflector de esquina.